# Lichtenfels (Hesse)
Pour les articles homonymes, voir Lichtenfels.
Lichtenfels est une municipalité allemande située dans l'arrondissement de Waldeck-Frankenberg et dans le land de la Hesse. Elle se trouve à 80 km au sud-ouest de Cassel.

## Personnalités liées à la ville
- Theodor Rocholl (1854-1933), peintre né à Sachsenberg.
- Gottfried von Dalwigk zu Lichtenfels (1868-1936), vice-amiral né à Dalwigksthal.